# Aviation Weather Center
Centre météorologique à l'aviation
L’Aviation Weather Center (AWC) fournit des informations et prévisions météorologiques pour les vols aériens au-dessus du territoire des États-Unis et à certaines altitudes pour le trafic mondial. Il travaille avec les clients, comme les lignes aériennes commerciales et les partenaires internationaux pour améliorer la sécurité et l'efficacité des vols. C'est l'une des composantes du National Centers for Environmental Prediction du National Weather Service (NWS) des États-Unis.

## Responsabilités et produits

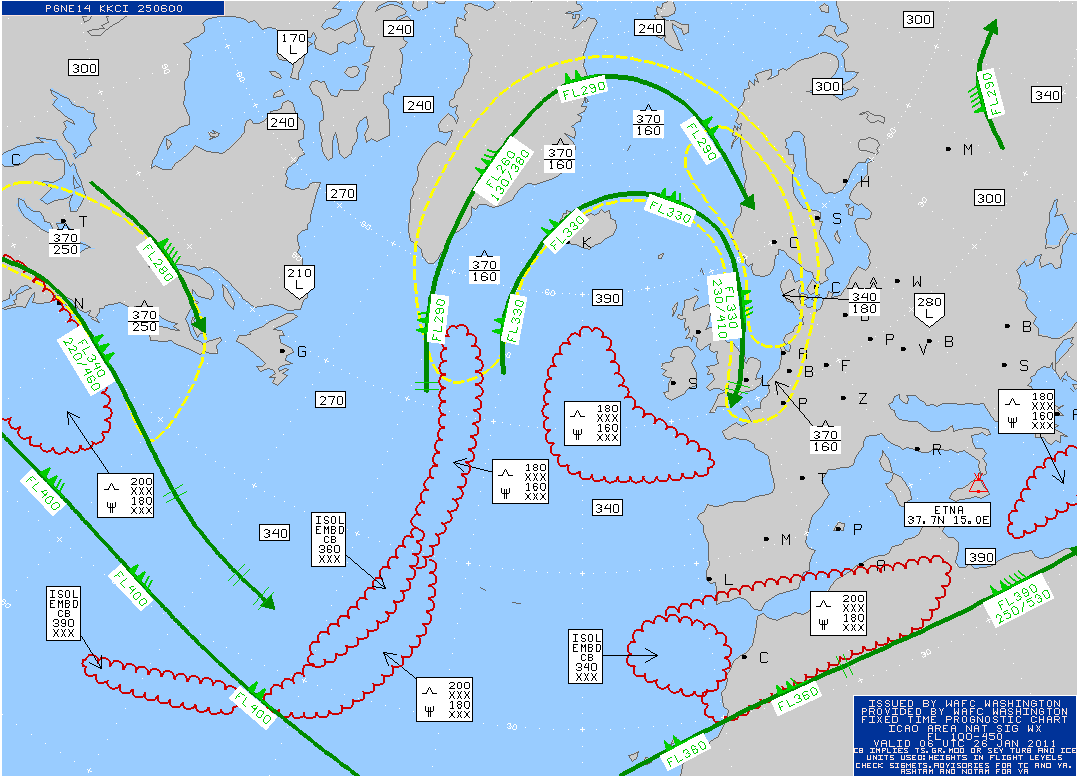
Carte météorologique TEMSI émise par l'AWC du National Weather Service des États-Unis pour les vols transatlantiques.

Chaque bureau local du NWS émet des prévisions d'aérodromes (TAF) pour les aéroports sous sa zone de responsabilité. Ces prévisions ne sont valides que pour 10 milles marins (18,5 km) autour de l'aérodrome.
L'AWC émet des prévisions, sous forme de texte et de cartes, des conditions au-dessus de tout le territoire des États-Unis continentaux de la surface à plus de 20 km d'altitude (Prévision de zone pour l'aviation). Celles-ci comprennent les zones de niveau de congélation, de givrage, de vent et de turbulence, des zones nuageuses et des orages à diverses altitudes,. Il fait de même pour les hautes altitudes (7,6 km et plus) autour du monde.
L'AWC est également responsables des avertissements à l'aviation, comme les AIRMET et les SIGMET, pour les États-Unis, incluant ses territoires outre-mer, et des portions du nord des océans Atlantique et Pacifique,. C'est finalement le centre qui émet des prévisions pour le déplacement des cendres volcaniques et des feux de forêts pour les mêmes territoires.